# Ardeotis nigriceps
La avutarda india (Ardeotis nigriceps) es una especie de ave otidiforme de la familia Otididae endémica de la India. Sus poblaciones se encuentran actualmente en peligro crítico de extinción. No se reconocen subespecies. En la India se lo considera el ave estatal de Rajasthán.